# Münchhausentrilemmat
Münchhausentrilemmat är inom kunskapsteorin ett tankeexperiment benämnt efter Baron von Münchhausen som syftar till att demonstrera omöjligheten att bevisa någon som helst sanning, även inom områdena logik och matematik. Om det frågas hur ett givet påstående är sant kan ett bevis tas fram. Men samma fråga kan ställas för själva beviset, och alla efterföljande bevis. Trilemmat säger att det bara finns tre alternativ för att fullända beviset:
- Det cirkulära argumentet, där bevisningen av någon proposition stöds av endast den propositionen
- Det regressiva argumentet, där varje bevis kräver ytterligare ett bevis, ad infinitum
- Det dogmatiska argumentet, som vilar på accepterade antaganden

Trilemmat är sedan vilken eller vilka av dessa lika otillfredsställande lösningar som ska användas. I debatten finns tre åsikter för hur trilemmat ska lösas. Koherentism menar att det cirkulära argumentet ska accepteras, infinitism accepterar det regressiva argumentet och fundamentism anser att det dogmatiska argumentet ska antas.
Trilemmat har även andra kända namn, bland annat Agrippas trilemma och Agrippiska trilemmat efter den grekiske skeptiske filosofen Agrippa och Fries trilemma efter den tyska filosofen Jakob Friedrich Fries.